# بخش واشینگتن (شهرستان لوکاس، اوهایو)
بخش واشینگتن (به انگلیسی: Washington Township) یک منطقهٔ مسکونی در ایالات متحده آمریکا است که در شهرستان لوکاس، اوهایو واقع شده‌است.
 بخش واشینگتن ۱۷٫۲ کیلومتر مربع مساحت و ۳٬۲۷۸ نفر جمعیت دارد و ۱۷۸ متر بالاتر از سطح دریا واقع شده‌است.